# Bureaucratie
 (juin 2010).
Si vous disposez d'ouvrages ou d'articles de référence ou si vous connaissez des sites web de qualité traitant du thème abordé ici, merci de compléter l'article en donnant les références utiles à sa vérifiabilité et en les liant à la section « Notes et références ».

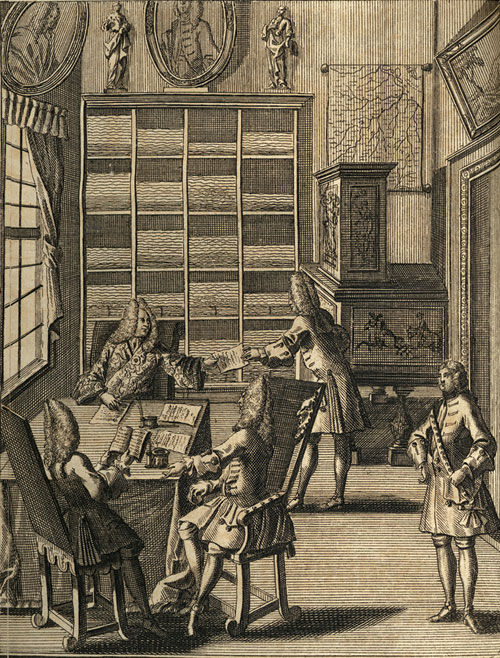
L'administration royale en 1719 en Prusse : une bureaucratie.

Une bureaucratie (terme créé en 1759 par Vincent de Gournay, composé de bureau et -cratie (pouvoir)) est une forme d'organisation du travail. 
En termes d'institution gouvernementaux, les systèmes bureaucratiques ont existées en Chine depuis le monde antique. En France, elle est développée par Louis XIV et Colbert sous le nom d'« Administration » et perfectionnée ensuite par les Prussiens. Cette forme d'organisation du travail a été analysée en 1920 en Allemagne par le sociologue Max Weber, puis dans les années 1960 en France par le consultant Octave Gélinier et le sociologue Michel Crozier.
En tant que forme d'organisation du travail, la bureaucratie désigne une administration publique dont l'action est encadrée par le droit. Ses agents, les fonctionnaires, sont recrutés par examens ou concours, accomplissent une carrière, doivent obéissance à leur supérieur hiérarchique et travaillent dans un secteur spécialisé. Cette définition correspond au sens wébérien du concept de bureaucratie. Cette dernière apparaît ainsi comme la plus conforme au modèle de la rationalité légale, notamment parce qu'elle s'appuie sur des règles juridiques, permet une meilleure prévisibilité et repose sur un savoir précis.
C'est aussi une dérive de cette forme d'organisation mise en évidence par les sociologues des organisations. Ces derniers montrent en effet que le formalisme de la bureaucratie peut entraîner une lourdeur et une rigidité de l'action administrative, voire une monopolisation du pouvoir au profit des seuls intérêts des bureaucrates. On parle alors de bureaupathologie,. La bureaucratie s'appuie sur, et déploie des machines à gouverner. Quand on parle de bureaucratie dans un sens commun, cela renvoie à une organisation administrative hiérarchique statutaire qui concentre le pouvoir aux dépens d'un monde extérieur qui subit l'opacité des règles, un modèle de fonctionnement où la non-responsabilité individuelle des agents est la norme ainsi que  l'usage intensif de l'écrit.

## Un terme aux sens multiples
En politique, la bureaucratie désigne un pouvoir sans direction qui se caractérise par des règles strictes, la division des responsabilités et une forte hiérarchie.
Ce néologisme, créé au XVIIIe siècle par Vincent de Gournay, a été défini par Max Weber. Il peut s'appliquer à toute forme d'organisation, bien qu'on l'associe surtout aux pouvoirs publics. Max Weber fut le premier à amener à la lumière du jour le concept de bureaucratie qui a su prendre de l’ampleur avec les années. En fait, ce sociologue allemand a su présenter différentes théories au niveau des sciences sociales. Sa théorie weberienne prône, d’autant plus, l’importance de l’action sociale dans la société.
De façon plus concrète, la théorie de la bureaucratie se définit comme étant un certain système pyramidal hiérarchisé permettant à la population de développer des compétences propres à différentes capacités.
La bureaucratie, dans ce sens second, se caractérise par certains stéréotypes, tels que la lenteur, l'irrationalité, l'indécision ou l'aveuglement.
Dans son livre La bureaucratie, Alfred Sauvy introduit le terme de « burelain », par analogie avec « châtelain », pour désigner le bureaucrate dans son royaume.

## Caractéristiques

### Selon Max Weber
Le fonctionnement bureaucratique selon Max Weber qui analyse la société allemande du début du XXe siècle repose sur plusieurs principes (Weber, 1921) :
1. Les individus sont soumis à une autorité uniquement dans le cadre de leurs obligations impersonnelles officielles
2. Les individus sont répartis dans une hiérarchie d’emplois clairement définie
3. Chaque emploi a une sphère de compétences clairement définie
4. L’emploi est occupé sur la base d’un contrat
5. Le recrutement se fait sur la base des compétences (diplômes et/ou expérience)
6. La rémunération est fixe, en fonction du grade hiérarchique
7. L’emploi est la seule occupation du titulaire
8. Logique de carrière : la promotion dépend de l’ancienneté et de l’appréciation des supérieurs hiérarchiques
9. Les individus ne sont pas propriétaires de leur outil de production
10. Les individus sont soumis à un contrôle strict et systématique dans leur travail

Le modèle bureaucratique wébérien est un idéal-type.
Pour Max Weber, la bureaucratie est une forme d’organisation générale caractérisée par la prépondérance des règles et de procédures qui sont appliquées de façon impersonnelle par des agents spécialisés. Ces agents appliquent les règles sans discuter des objectifs ou des raisons qui les fondent. Ils doivent faire preuve de neutralité et oublier leurs propres intérêts personnels au profit de l’intérêt général. Le principal mérite de l’analyse de Weber fut de montrer que les principes de la bureaucratie tendaient à s’imposer dans tous les secteurs de la vie économique et sociale. Loin d’être l’apanage de la seule administration, la bureaucratie pouvait aussi se rencontrer dans les grandes entreprises, les partis, les organisations syndicales… comme la forme d’organisation la plus efficace.

### Selon Octave Gélinier
Pour un article plus général, voir Octave Gélinier.
C'est l'objet de son livre Le Secret des structures compétitives.

### Selon Michel Crozier
Pour un article plus général, voir Michel Crozier.
C'est l'objet de son livre Le Phénomène bureaucratique. Dans L'Acteur et le Système, il décrit comment les règles du jeu dans les systèmes établis forçaient le statu quo et inhibaient la plupart des innovations en ce qu’elles étaient structurellement perturbatrices du jeu en place. À propos de ces dérives bureaucratiques, il développe l'idée que le changement ne s’impose ni ne se planifie, il est avant tout un apprentissage collectif.

### Selon Hannah Arendt
Hannah Arendt conçoit la bureaucratie comme le pouvoir « d’un système complexe de bureaux où ni un seul, ni les meilleurs, ni le petit nombre, ni la majorité, personne ne peut être tenu pour responsable, et que l’on peut justement qualifier de règne de l’Anonyme ». Dans ce cadre, la bureaucratie ne permet pas de contrôle et met en place une « conspiration involontaire » qui peut exécuter des actes qu’aucun individu n’appuierait, mais dans lesquels tous sont finalement complices : « dans une bureaucratie pleinement développée, il ne reste plus personne avec qui l’on puisse discuter, à qui l’on puisse présenter des griefs, sur qui les pressions du pouvoir pourraient être exercées ».

## Un outil de pouvoir

### La bureaucratie politique et sociale
En politique, la bureaucratie désigne une forme d'État où le pouvoir est exercé et transmis par l'appareil administratif lui-même, qui gomme la plupart des défauts et qualités individuelles et qui met en valeur celles de l'organisation.
Cette situation est due la plupart du temps à un exécutif faible ou instable, comme ce fut le cas par exemple lors de la IVe République française, où l'administration disposait d'un pouvoir authentiquement autonome. Cette situation s'est présentée par exemple en URSS du fait de la mainmise de l'administration sur l'économie ; ainsi, les missions confiées à l'administration étant particulièrement nombreuses et techniques, il était difficile pour le pouvoir politique d'exercer un vrai contrôle sur l'administration, qui se voyait ainsi déléguer de nombreuses parcelles de pouvoir. Dans la vision de l'État développée par Hegel, l'État, qui transcende la société, est l'incarnation de la raison et en assure la victoire. Dans cette perspective, le fonctionnaire est un héros discret des temps modernes, et la bureaucratie, un outil permettant le triomphe de l'égalité et du progrès. Le côté à la fois absurde et terrifiant de la bureaucratie a été magistralement présenté, pour son atmosphère, par Terry Gilliam dans Brazil. On remarque un changement de nature et d'intensité par rapport aux fonctionnaires du XIXe siècle décrits dans l'œuvre de Courteline.
De nos jours, la bureaucratie politique est reconnue comme étant l’élément déclencheur du bon développement de la société tant du côté social qu’économique. En fait, la bureaucratie a comme objectif principal de soumettre une certaine structure hiérarchique à la société dans le but de veiller à sa prospérité. Du point de vue politique, la bureaucratie peut être comparée, en quelque sorte, à une domination, allant même jusqu’à parfois être perçu comme un certain pouvoir sur la population. La compétence de la population est un facteur très décisif dans cette structure. En fait, la bureaucratie accorde une grande importance aux différentes compétences et responsabilités de la population. De plus, la bureaucratie s’observe principalement par sa structure pyramidale au sein de la société. La division des tâches selon les capacités des gens est un fondement très important des bureaucrates en politique.

### Sociologie
Comme il l’a été dit plus haut, la bureaucratie est une forme d’organisation sociale. Par conséquent, la bureaucratie a un grand lien avec la sociologie. Par définition, la sociologie est « une science qui cherche à comprendre et à expliquer les conséquences du social sur les actions et les comportements humains ». Dans le système bureaucrate, la division des tâches est très importante puisqu’il en résulte une spécialisation des fonctions et une meilleure organisation au sein d’un regroupement social. Vu la division des tâches, il y a une multiplication des fonctions du personnel ce qui entraîne le développement de nouvelles règles pour le bon fonctionnement, la nouveauté des définitions de travail et de nouvelles dispositions administratives.
Jouant sur la qualité des fonctions administratives étudiées au sein de l'organisation, l'ampleur de la variété conçue implique l'art de rebondir sur une maintenance constante dans le temps.

## L'envers de la bureaucratie
Les problèmes liés à la bureaucratie ont été mis en évidence par différents chercheurs : Robert King Merton, Alvin W. Gouldner, James March et Herbert Alexander Simon, Peter Blau et plus particulièrement en France par Octave Gélinier et Michel Crozier. Les résultats de ces recherches montrent qu'une bureaucratisation excessive peut amener à des dysfonctionnements ou limiter le potentiel des acteurs concernés.
D'après certains sociologues, la plupart des règles formulées par le modèle bureaucrate peuvent paralyser le système. « L'impersonnalité du fonctionnaire devant appliquer la règle sans acception de personnes retire toute souplesse au système, la multiplication des règles de contrôle empêche toute initiative et joue contre l'innovation, la départementalisation aboutit au repli des groupes sur leurs objectifs au détriment de ceux de l'organisation ». La bureaucratie est un système qui empêche toute forme d’adaptation et, comme Weber l'a affirmé, vu que c'est un système rationnel, la bureaucratie peut finir par paralyser l'organisation. Donc, au cours des années, il y a eu une remise en question du modèle bureaucratique, il n'est plus utilisé comme avant vu sa rigidité structurelle et la lenteur qu'elle provoque au système.

## Réforme de l'État
Des efforts sont faits dans le domaine de la transparence de l'administration, avec, en France, les systèmes de guichet unique pour une question donnée et de e-administration qui se développent. Néanmoins, ils se heurtent à une logique de reproduction des codes, usages et règles de l'administration (formulaire Cerfa, méfiance par défaut, silos, etc.) qui nuisent au développement de l'innovation. La dématérialisation des marchés publics a ainsi conduit à complexifier encore le dépôt d'une candidature à un marché, en imposant les mêmes formulaires complexes et pièces justificatives, et en y ajoutant la nécessité de les scanner pour les télétransmettre. Le développement de services réellement simplifiés pour l'usager, comme le marché public simplifié, a nécessité l'utilisation d'une nouvelle approche : les startups d'État, développées au sein du secrétariat général pour la modernisation de l'action publique.

### Jargon administratif
Une commission existe aussi afin d'éclaircir le jargon administratif parfois incompréhensible pour les usagers en raison de termes juridiques ou très peu usités. L'artiste Pierre Perret ou des célébrités comme Bernard Pivot ou Alain Rey en font partie. Leur tâche consiste à éclaircir sans faire d'approximation ni perdre des données importantes.